# Elke Van Gorp
Elke Van Gorp (Turnhout, 12 maggio 1995) è una calciatrice belga, centrocampista dell'Anderlecht e della nazionale belga.

## Carriera

### Club
Elke Van Gorp ha disputato quattro stagioni consecutive con la maglie del Lierse, per poi passare nell'estate 2016 al Gent nel neonato campionato di Super League, nuova massima serie del campionato belga femminile di calcio. Nell'estate 2017, dopo una sola stagione al Gent, si è trasferita all'Anderlecht.

### Nazionale
Ha fatto parte di varie selezioni giovanili nazionali e nel 2014 ha esordito la nazionale maggiore. Dopo aver disputato sei partite e realizzato due reti nelle qualificazioni al campionato europeo 2017, è stata convocata dal selezionatore Ives Serneels per fare parte della squadra partecipante al campionato europeo 2017. In questa competizione ha disputato tutte e tre le partite della fase a gironi, realizzando una rete nella partita contro la Norvegia.

## Palmarès
- Campionato belga: 4

Anderlecht: 2017-2018, 2018-2019, 2019-2020, 2020-2021
- Coppa del Belgio: 3

Lierse: 2015, 2016
Gent: 2017